# Frankrijk op het Eurovisiesongfestival 1986
Frankrijk deed in 1986 voor de negenentwintigste keer mee aan het Eurovisiesongfestival. In de Noorse stad Bergen werd het land op 4 mei vertegenwoordigd door Roger Bens met het lied "Femme dans des rêves aussi". Ze eindigden met 56 punten op de 10de plaats.

## Nationale voorselectie
De nationale finale werd gehouden op 22 maart 1986.
In totaal deden 14 liedjes mee aan deze nationale finale.
De winnaar werd gekozen door middel van mensen die opgebeld werden en hen gevraagd werd om de liedjes te beoordelen..
| Volgorde | Artiest                    | Lied                         | Punten | Plaats |
| -------- | -------------------------- | ---------------------------- | ------ | ------ |
| 1        | Daisy Clerc                | Homme de lumière             | 133    | 3de    |
| 2        | Véronique Bodoin           | Paris le dimanche matin      | 30     | 13de   |
| 3        | Sandrine Doukhan           | J'aimerai demain             | 63     | 7de    |
| 4        | Christine Gavalet          | Nuit blanche                 | 35     | 12de   |
| 5        | Yves de Roubaix            | Vivre longtemps              | 147    | 2de    |
| 6        | King Kong & Les Limousines | Stop l'amour, pas d'amour    | 67     | 6de    |
| 7        | Duo Plaisir                | Eurovision                   | 43     | 9de    |
| 8        | Cocktail                   | Européennes                  | 158    | 1ste   |
| 9        | Claire Axèle               | Mélodie                      | 76     | 5de    |
| 10       | Jean-Louis Richerme        | La roue tourne               | 43     | 9de    |
| 11       | Catherine Perbost          | Fils d'Ellington             | 36     | 11de   |
| 12       | Marc Juillet               | Je vis dans un rêve          | 55     | 8ste   |
| 13       | Sonja Wiggers              | Le cœur branché              | 24     | 14de   |
| 14       | Lucille Marciano           | Comme une chanteuse de blues | 113    | 4de    |

## In Bergen
In Noorwegen moest Frankrijk optreden als 3de, net na Joegoslavië en voor Noorwegen. Op het einde van de puntentelling werd duidelijk dat Frankrijk de 17de plaats had gegrepen met 13 punten.

### Gekregen punten
Van België en Nederland ontving het geen punten.

#### Finale
| 12 punten | 10 punten | 8 punten             | 7 punten      | 6 punten |
| --------- | --------- | -------------------- | ------------- | -------- |
|           |           |                      | - Zwitserland |          |
| 5 punten  | 4 punten  | 3 punten             | 2 punten      | 1 punt   |
|           |           | - Noorwegen - Zweden |               |          |

### Punten gegeven door Frankrijk

#### Finale
Punten gegeven in de finale:
| 12 punten | België              |
| 10 punten | Verenigd Koninkrijk |
| 8 punten  | Luxemburg           |
| 7 punten  | Zwitserland         |
| 6 punten  | Spanje              |
| 5 punten  | Denemarken          |
| 4 punten  | Noorwegen           |
| 3 punten  | Ierland             |
| 2 punten  | Zweden              |
| 1 punt    | Israël              |